# 福束輪中
福束輪中（ふくづかわじゅう）とは、岐阜県南西部の木曽三川下流部にあった輪中。

## 地理

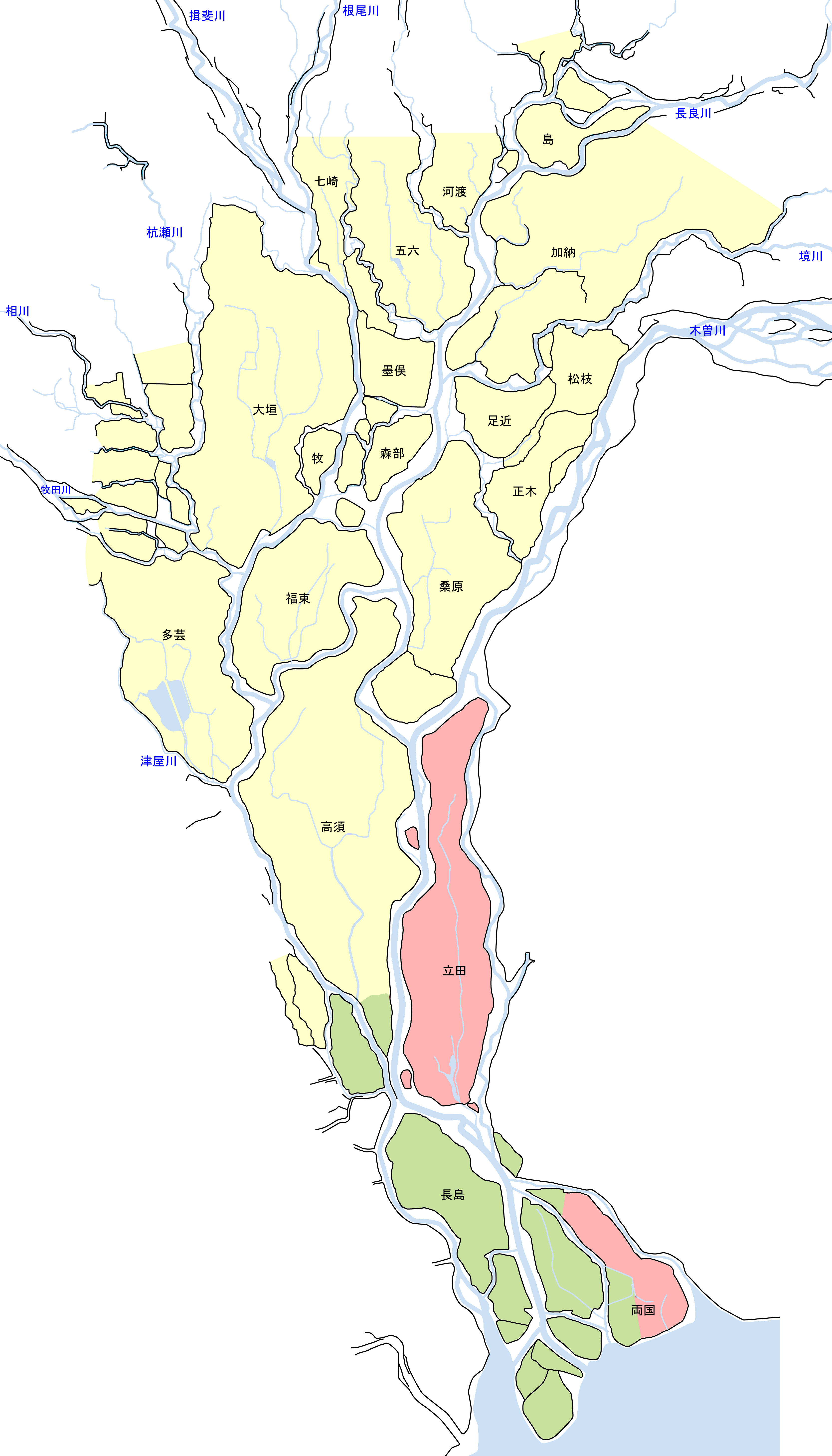
明治時代初期の輪中地帯の様子（黒字は主要な輪中名、水色線・青字は主要な河川、着色は黄が美濃国（岐阜県）・赤が尾張国（愛知県）・緑が伊勢国（三重県））

現在の岐阜県安八郡輪之内町の大部分が該当する地域。東西を長良川と揖斐川、南北を大榑川と中村川に挟まれた輪中であった。
南西部に大吉・三郷の2つの輪中が存在する複合輪中であるが、狭義には大吉・三郷輪中を除いた古い時代に「福束輪中」として成立した範囲のみを福束輪中と呼称する。また、地形的に考えた場合は輪中内を流れる河川沿いの堤防などを境として、福束輪中を3つに分割解釈する場合もある。
福束輪中の周辺には長良川を挟んで桑原輪中、揖斐川を挟んで大垣輪中や多芸輪中、大榑川を挟んで高須輪中が存在しており、中村川を挟んだ北側には墨俣輪中までの間に中村輪中・牧輪中・森部輪中など小さな輪中が複数存在していた。

## 歴史

### 荘園の登場

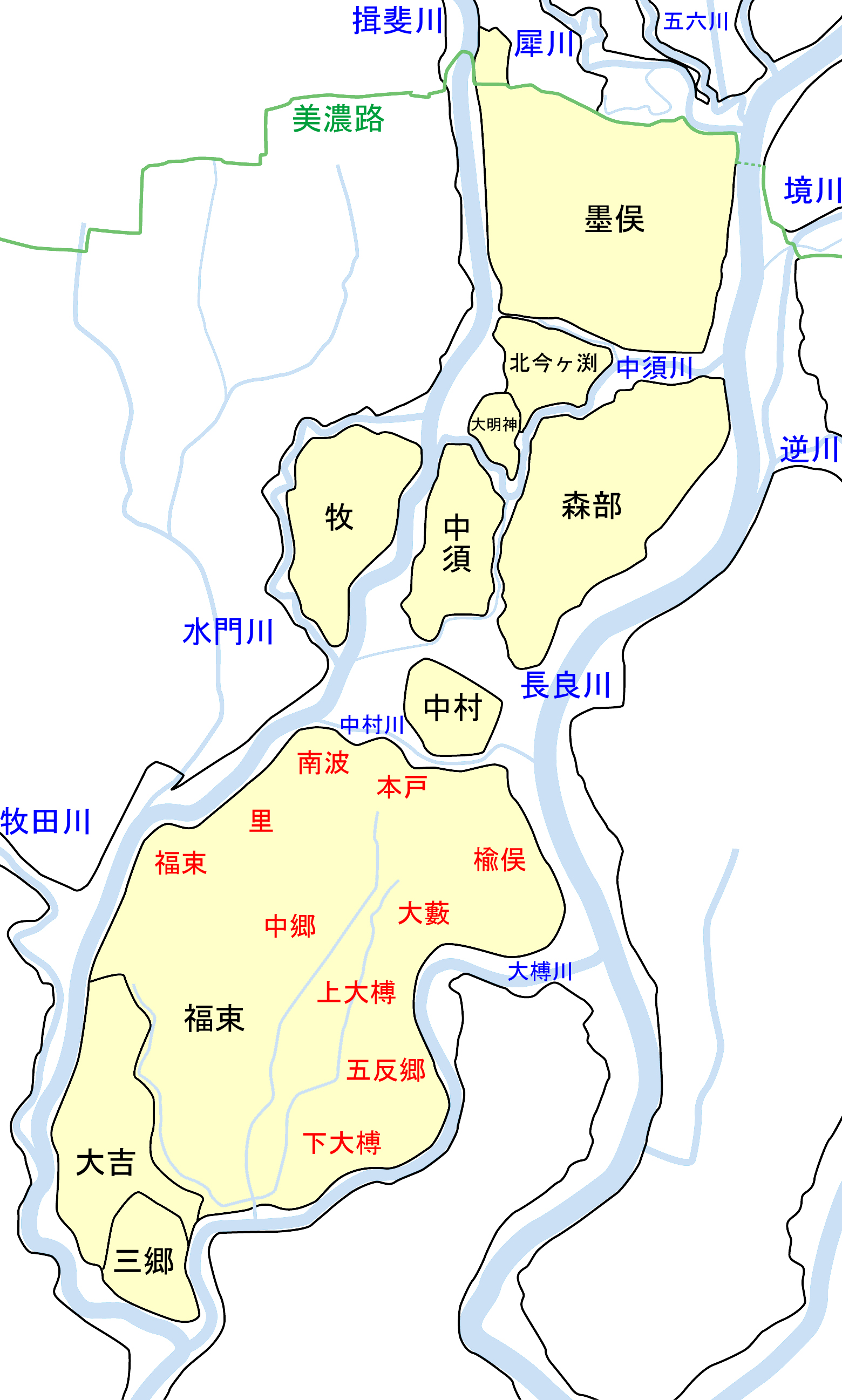
新田開発当時（1667年（寛文7年）ごろ）の福束輪中の様子（赤字は主要な村の名称）、および周囲の輪中・河川の様子

この地域は揖斐川と長良川に挟まれた川中島であり、古くから人々は自然堤防の上にかろうじて住居を構える程度の状態であった。
1159年（元治元年）から南北朝時代までの間に、この地域に複数の荘園がひらかれる。最初にひらかれた「大榑荘」はこの地域最大の荘園で、現在の輪之内町の東半分に加えて、北は安八郡安八町・南は海津市平田町までの広範囲に広がっていた。福束輪中の地域には大榑荘以外に、北西部に「世保荘」、南西部に「二木荘」があったが、それぞれが自領の水防のための堤防を上流部に設けるのみで、未開拓の下流部の堤防は省略された「尻無堤」の状態であった。

### 輪中の形成
関ヶ原の戦いが終わり世の中が安定すると、農民の新田開発意欲が高まる。江戸幕府にはいるとこの地域は天領となるが、幕府から派遣された美濃国代官の岡田善同はかつての荘園地域南部の未開拓地に目を付け、幕府の許可を得て子の善政や家臣に農民を指導させて新田開発を進めた。
1615年（元和元年）から2年間で福束新田を開発し、1621年（元和7年）から寛永年間の開発では新たに7つの新田村を開発した。新田開発と同時に1619年（元和5年）に大榑川の改修工事が行われ、領地を完全に囲む懸廻堤を完成させ輪中が成立した。この輪中について、1644年（寛永21年）8月の「高須輪中村々普請入札申合証文」の中で「大榑輪中」という表現が用いられているが、福束城下の港町として発展した福束村が輪中内の最大集落であったため後に「福束輪中」に変更されたと考えられる。
大吉輪中の地域は名古屋の町医者・山内承玄と福束村の地主によって開発が進められ、1665年（寛文5年）に大吉新田、1667年（寛文7年）に豊喰新田が拓かれ「大吉輪中」が成立した。三郷輪中の成立時期は不明だが大吉輪中以前と考えられ、大吉輪中の開発を契機に福束輪中との間の川が締め切られて一帯が1つの輪中となった。よって複合輪中「福束輪中」の成立は1667年（寛文7年）ごろとみられるが、この当時は水防共同体はまだ統一されておらず、水防共同体の意味も含めた「福束輪中」の成立は1872年（明治3年）と考えられる。

### 宝暦治水
長良川と大榑川の河底には2メートル前後の差があり、滝のように流れ込む激流によって水害が絶えない状態となっていた。1751年（寛延4年）に地元の村によって分派口に喰違堰が築かれるが根絶には至らず、1754年（宝暦4年）の宝暦治水の一環で洗堰へと改修された。

### 三川分流工事

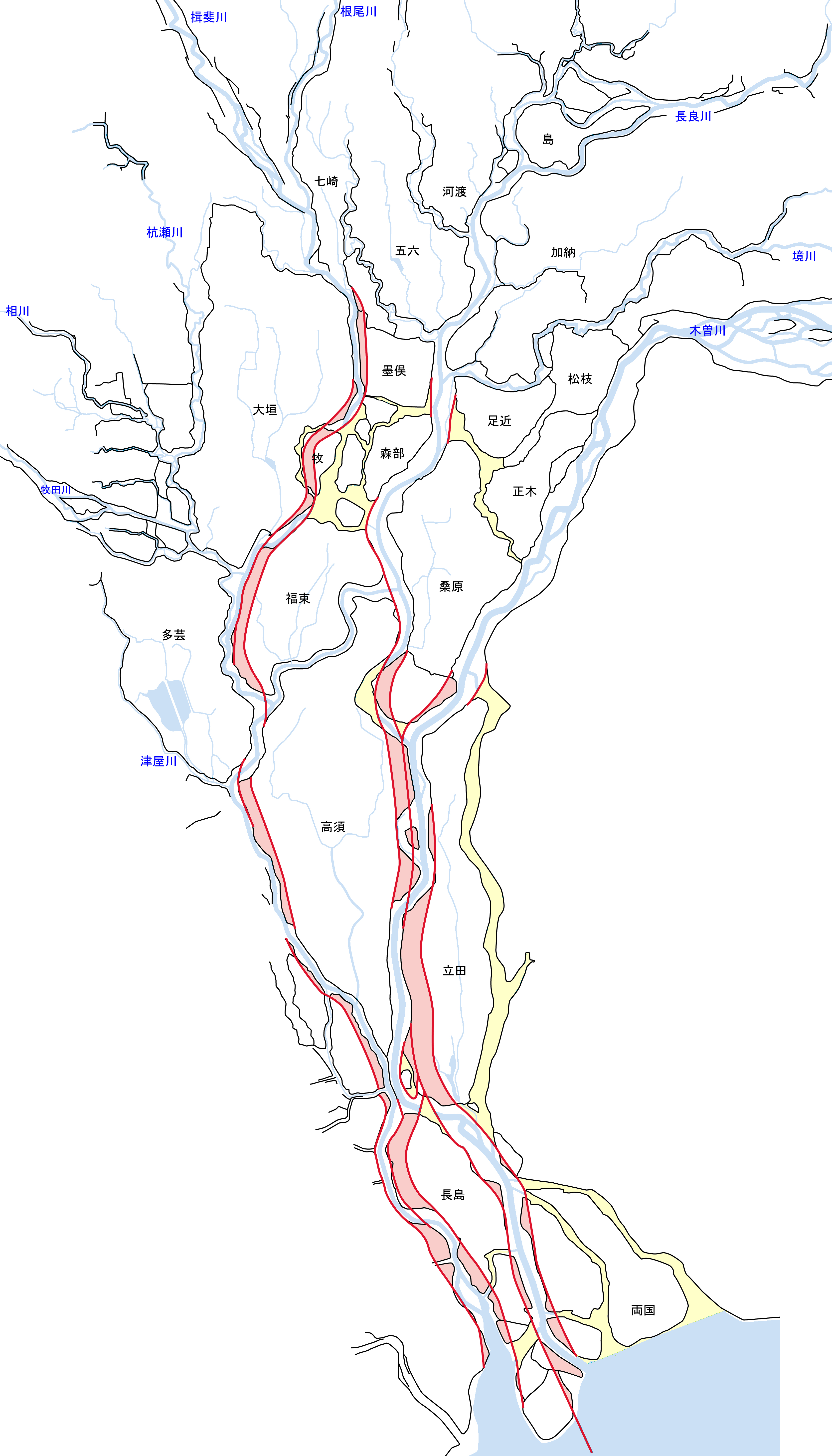
明治時代の木曽三川分流工事による堤防の変遷（赤線が新堤防、黒線が旧堤防、薄赤着色部が開削された部分、薄赤着色部が締め切りなどがされた河川）

明治時代の木曽三川分流工事では大榑川・中村川・中須川などが締め切られ、高須輪中から墨俣輪中までが陸続きとなる。
福束輪中西部の地域は、揖斐川拡幅および牧田川・水門川の合流点を下流側に移すために開削される。福束村・塩喰村の一部住民は移転を余儀なくされ、その一部は新揖斐川左岸堤防沿いに列状の集落を築いた。約240戸のうち約190戸は強制移転が行われ、中には遠く北海道に移転するなど苦難を強いられ、2000年（平成12年）には福束地区に犠牲となった人々への感謝が記された「斐川改修百年の碑」が建立されている。
1928年（昭和3年）には、福束輪中から墨俣輪中までの長良川・揖斐川間に位置する8輪中が合同となった「揖斐川以東水害予防組合」を結成した。

### 安八水害
分流工事以後、役割を終えた堤防は必要に応じて削り取られ、あるいは漸次取り崩されるなどしていったが、福束輪中北部の輪中堤（十連坊堤）はかつての状態が維持されていた。1976年（昭和51年）9月12日に岐阜県で発生した通称「9.12水害」では、長良川右岸の安八町での破堤から大規模な水害が発生するが、輪之内町では十連坊堤を締め切ることで水害を免れた。この事例から、今日では減災の観点から複合輪中の形状が見直されている。
なお、福束輪中南部の堤防はこのころまでに取り崩されており、跡地は宅地や田畑に転用されていた。

## 片野家
福束輪中内の四郷には、名家の片野家があり、代々輪中と深く関わってきた。庄屋を務めた片野萬右衛門は治水共同社を設立し、明治政府が招聘したオランダ人技師ヨハニス・デ・レーケに進言するなどして木曽三川分流工事に大きく貢献した。萬右衛門の子である南陽、青樹英二、片野篤二も福束輪中堤の決潰に苦しむ人々の救済に奔走した。英二はその後、尾張国海西郡東條村の戸長青樹家の婿養子となると、故郷福束での経験を活かし、1905年（明治38年）、宝川に宝川排水機場を開設。日本で最初に排水に蒸気を利用した。篤二は父から治水共同社の取締役を受け継ぎ、木曽三川分流工事の推進に努めた。その他にも揖斐川、大榑川などの治水事業に努め、岐阜県知事安楽兼道より下附状を贈られている。萬右衛門の曽孫、片野知二は輪中研究家で、生家を開放し1971年（昭和46年）5月23日、片野記念館を開館。片野家に伝わる輪中資料などを展示している。